# Аліпова
Алі́пова (каз. Әліпов) — село у складі Курмангазинського району Атирауської області Казахстану. Входить до складу Макаського сільського округу.
У радянські часи село називалось Голубево.
Населення — 8 осіб (2021; 127 у 2009, 266 у 1999).